# Streuobstwiesen zwischen Bauerbach und Flehingen
Die Streuobstwiesen zwischen Bauerbach und Flehingen sind ein vom Landratsamt Karlsruhe durch Verordnung vom 19. Oktober 2000 ausgewiesenes Landschaftsschutzgebiet auf dem Gebiet der Stadt Bretten und der Gemeinde Oberderdingen im Landkreis Karlsruhe.

## Lage und Beschreibung
Das 37,9 ha große Landschaftsschutzgebiet besteht aus fünf Teilgebieten und liegt östlich von Bauerbach und südwestlich von Flehingen. Naturräumlich gehört es zum Kraichgau. 
Es umfasst mehrere landschaftsprägende, kraichgautypische Streuobstbestände, teils auf artenreichen mageren Flachland-Mähwiesen. Zwischen den Teilgebieten des Schutzgebiets liegen intensiver genutzte Acker- und Grünlandflächen.

## Schutzzweck
Wesentlicher Schutzzweck des Landschaftsschutzgebietes ist laut Schutzgebietsverordnung 
1. „der Schutz, die Erhaltung und langfristige Sicherung sowie die Entwicklung der vorhandenen Streuobstwiesen als extensiv genutzte Kulturlandschaft von hoher ökologischer Bedeutung.
2. der Erhalt der Strukturvielfalt der Landschaft als Lebensraum für die daran gebundenen z. T in der Roten Liste auf geführten Arten […], sowie der Erhalt von landschaftsprägenden Elementen wie Bäume, Feldhecken, Böschungen und Ufergehölze,
3. die Bewahrung des charakteristischen, abwechslungsreichen und kleinräumigen Landschaftsbildes auch als Erholungsraum von hohem Erlebniswert für die Bevölkerung,
4. die Erhaltung des Grünlandes als Ausgleichskörper im Wasserhaushalt und natürlicher Erosionsschutz für die vorhandenen Lößböden,
5. der Schutz der Bachaue des Bauerbaches mit Ufergehölzen,
6. der Schutz der Feldflur vor baulicher Zersiedelung und Einfriedigung zugunsten einer landschaftsgerechten Nutzung und Naherholung,
7. der Erhalt der vorhandenen Wiesen um das flächenhafte Naturdenkmal „In den Gräben“ als Pufferzone.“[1]